# Johann von Rottal

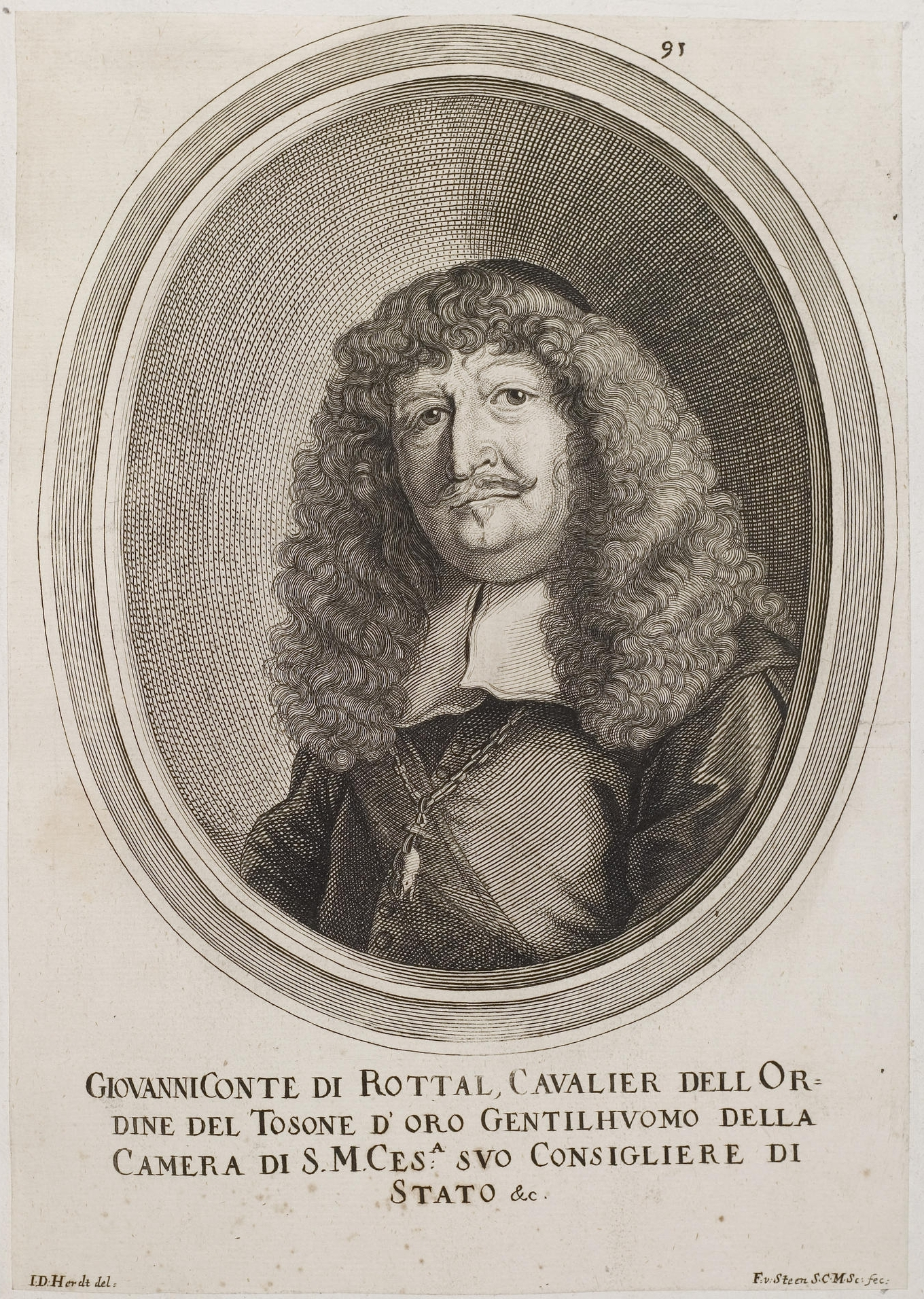
Johann von Rottal

Johann Anton Freiherr von Rottal, ab 1641 Graf von Rottal (tschechisch Jan hrabě z Rottalu; * 1605; † 4. Dezember 1674 in Wien) aus dem Geschlecht der Rottal war einer der mächtigsten Adligen in Mähren. Er schlug Beginn des Jahres 1644 mit dem kaiserlichen General Johann Christoph von Puchheim den Walachischen Aufstand nieder.

## Leben
Er war der Sohn des 1611 aus der Steiermark nach Mähren eingewanderten Gutsherren Johann Jacob von Rottal und der Maria Felicia Thurzo von Bethlenfalva.
Während des Dreißigjährigen Krieges brachte der Katholik Rottal große Güter in Mähren an sich. Nachdem der Vertreter der mährischen Protestanten, Georg von Würben und Freudenthal unter ungeklärten Umständen nach der Schlacht am Weißen Berg in der Haft verstorben war, suchte Johann Anton von Rottal die Gunst seiner Witwe Alina und setzte sich für den Rückkauf der vom Kaiser beschlagnahmten Güter Georg von Würbens ein. Nach der Heirat mit Alina kaufte Johann Anton von Rottal 1626 seiner Frau die Würbenschen Güter ab und legte so den Grundstock zu seinem Aufstieg zu einem der größten Grundbesitzer in Mähren.
Rottal erschlich sich durch Schmeicheleien und Intrigen die Gunst des Ferdinand III. und wurde 1641 zum Grafen ernannt. Nachdem der schwedische Feldherr Torstensson 1643 aus Mähren abgezogen war, traf Rottal am 14. Jänner 1644 in Kremsier mit dem kaiserlichen General Johann Christoph von Puchheim die Vereinbarung über eine militärische Strafaktion zur Niederschlagung des Walachischen Aufstandes. Nachdem die Wallachen von drei Seiten durch die kaiserlichen Truppen umzingelt worden waren, erfolgte am 26. und 27. Jänner 1644 bei Vsetín die entscheidende Schlacht, bei der etwa die 700 Walachen unter dem Hauptmann Kovář ihrem vielfach überlegenen Gegner unterlagen. Anschließend ließen Rottal und Buchheim in Vsetín ein blutiges Strafgericht abhalten. Die begnadigten Walachen siedelte Rottal in die verödeten Dörfer seiner Herrschaften um.
In der Folgezeit gelang es ihm durch finanzielle Transaktionen, die Herrschaft Holešov und die bischöflichen Güter Kurovice und Třebětice zu kaufen. Das von schwedischen Truppen ausgebrannte und teilweise zerstörte Schloss der Lobkowicz in Holešov kaufte er vom Wenzel Eusebius von Lobkowicz ab und wählte es als seinen neuen Sitz. 1651 ließ er auf dem Platz ein neues Schloss erstellen. Von hier aus präsentierte er seine Macht und Vermögen und erfüllte seine vom Kaiser übertragenen Aufgaben als Geheimrat, mährischer Landeshauptmann, Oberkriegskommissar, Vorsitzender des königlichen Tribunals und höchster Richter in Mähren. Mit der Zeit wurde er der reichste und mächtigste Feudale in Mähren.
Er war für seine harten Urteile und Unterdrückung von Revolten in Walachen bekannt. Johann Graf von Rottal nutzte seine Macht, um sich selbst zu bereichern, aber aus Rücksicht auf seine hohe Stellung wurde sein Tun stillschweigend geduldet. Erst nach seinem Tod wurden seine Taten publik und der Kaiser erließ Verordnungen, um den Namen des „bösen Rottal“, wie er im Volksmund genannt wurde, zu schützen.
Er war Besitzer der Herrschaften Holešov, Veselí nad Moravou, Chvalkovice na Hané, Tlumačov, Napajedla und Kvasice.